# Рингштет
Рингштет (њем. Ringstedt) општина је у њемачкој савезној држави Доња Саксонија. Једно је од 57 општинских средишта округа Куксхафен. Према процјени из 2010. у општини је живјело 871 становника. Посједује регионалну шифру (AGS) 3352048.

## Географски и демографски подаци
Рингштет се налази у савезној држави Доња Саксонија у округу Куксхафен. Општина се налази на надморској висини од 7 метара. Површина општине износи 26,3 km². У самом мјесту је, према процјени из 2010. године, живјело 871 становника. Просјечна густина становништва износи 33 становника/km².

## Међународна сарадња
| Мјесто | Држава               | Врста сарадње | Од    |
| ------ | -------------------- | ------------- | ----- |
| Бодмин | Уједињено Краљевство | партнерство   | 1975. |
| Извор  |                      |               |       |